# Zittenfelden
Zittenfelden ist ein Gemeindeteil des Marktes Schneeberg im unterfränkischen Landkreis Miltenberg in Bayern.

## Geographie
Das Kirchdorf Zittenfelden liegt im Odenwald im Tal der Morre, zwischen Hettigenbeuern und Amorbach. Das Tal hatte früher größere Bedeutung als Verbindungsstrecke zwischen dem bayrischen und badischen Odenwald. Westlich des Dorfes befindet sich der Ort Beuchen, südöstlich liegt Hornbach.
Nach dem Ort wurde die als Naturdenkmal ausgewiesene Zittenfeldener Quelle benannt.

## Geschichte
Die erste urkundliche Erwähnung ist vom 14. August 1347 anlässlich der Überlassung von Zehent- und Gültrechten zu Zittenfelden. Vom 14. bis 17. Jahrhundert hatten verschiedene Adelsgeschlechter Teile des Dorfes zu Lehen. Von dem letzten Inhaber Franz Reinhard von Bettendorf, mainzischer Amtmann zu Miltenberg, fiel das Lehen dem Kloster Amorbach anheim. Die selbstständige Gemeinde wurde 1975 in den Markt Schneeberg eingegliedert. 